# 274213 Satriani
274213 Satriani è un asteroide della fascia principale. Scoperto nel 2008, presenta un'orbita caratterizzata da un semiasse maggiore pari a 2,1373608 UA e da un'eccentricità di 0,0415729, inclinata di 1,14958° rispetto all'eclittica.